# 安田共済事件
安田共済事件（やすだきょうさいじけん）または安田共済生命会社 内紛事件（やすだきょうさいせいめいかいしゃ ないふんじけん）は、1925（大正14）年の春に、安田保善社（安田共済生命会社）で起きた争議事件。争議によって大川周明の門人を含む40数名が解雇され、大川や北一輝が仲裁を依頼されて交渉中に、北が安田保善社の副社長・結城豊太郎から3,000円を受け取り、争議団を裏切ったとされる。
事件をきっかけに、大川は北が手段を選ばずに資金を集めようとする点を嫌い、北と訣別。北の門下にいた清水行之助も事件以後は大川と行動を共にするようになった。